# Liste der Monuments historiques in Saint-Michel-l’Observatoire
Die Liste der Monuments historiques in Saint-Michel-l’Observatoire führt die Monuments historiques in der französischen Gemeinde Saint-Michel-l’Observatoire auf.

## Liste der Bauwerke
| Bezeichnung                    | Beschreibung                      | Standort      | Kennzeichnung | Schutzstatus | Datum | Bild           |
| ------------------------------ | --------------------------------- | ------------- | ------------- | ------------ | ----- | -------------- |
| Kapelle St-Jean                | Erbaut im 12. Jahrhundert         | (Lage)        | PA00080470    | Inscrit      | 1979  | weitere Bilder |
| Observatoire de Haute-Provence | Erbaut 1937 und 1969              | (Lage)        | PA04000036    | Inscrit      | 2017  | weitere Bilder |
| Kirche Ste-Marie-Madeleine     | Erbaut im 13. Jahrhundert         | Lincel (Lage) | PA00080472    | Inscrit      | 1988  | weitere Bilder |
| Kapelle St-Michel              | Erbaut im 12. Jahrhundert         | (Lage)        | PA00080469    | Classé       | 1942  | weitere Bilder |
| Kapelle St-Paul                | Erbaut im 12. Jahrhundert         | (Lage)        | PA00080471    | Classé       | 1930  | weitere Bilder |
| Befestigungsanlage             | Erbaut im 12. und 14. Jahrhundert | (Lage)        | PA00080473    | Inscrit      | 1961  | weitere Bilder |

## Liste der Objekte
- Monuments historiques (Objekte) in Saint-Michel-l’Observatoire in der Base Palissy des französischen Kultusministeriums